# 清の陵墓群
清の陵墓群（しんのりょうぼぐん）では、中国の清の皇帝・后妃らの陵墓について解説する。
清の陵墓群は以下の5カ所ある。
1. 永陵…遼寧省撫順市新賓満族自治県永陵鎮
2. 福陵（東陵）…遼寧省瀋陽市渾南区天柱山（瀋陽の東郊）
3. 昭陵（北陵）…遼寧省瀋陽市皇姑区隆業山（瀋陽市内北部）
4. 清西陵…河北省保定市易県永寧山
5. 清東陵…河北省唐山市遵化市昌瑞山

## 主な被葬者
- 永陵(enteheme munggan)
  - 清の肇祖メンテム（mengtemu、モンティムール、孟特穆）：興祖の曾祖父
  - 清の興祖フマン（fuman、福満）：太祖の曾祖父
  - 清の顕祖タクシ（taksi、塔克世）：太祖の父
  - その他、太祖ヌルハチの尊属
- 福陵(hūturingga munggan)
  - 太祖ヌルハチ

- 昭陵(eldengge munggan)
  - 太宗ホンタイジ

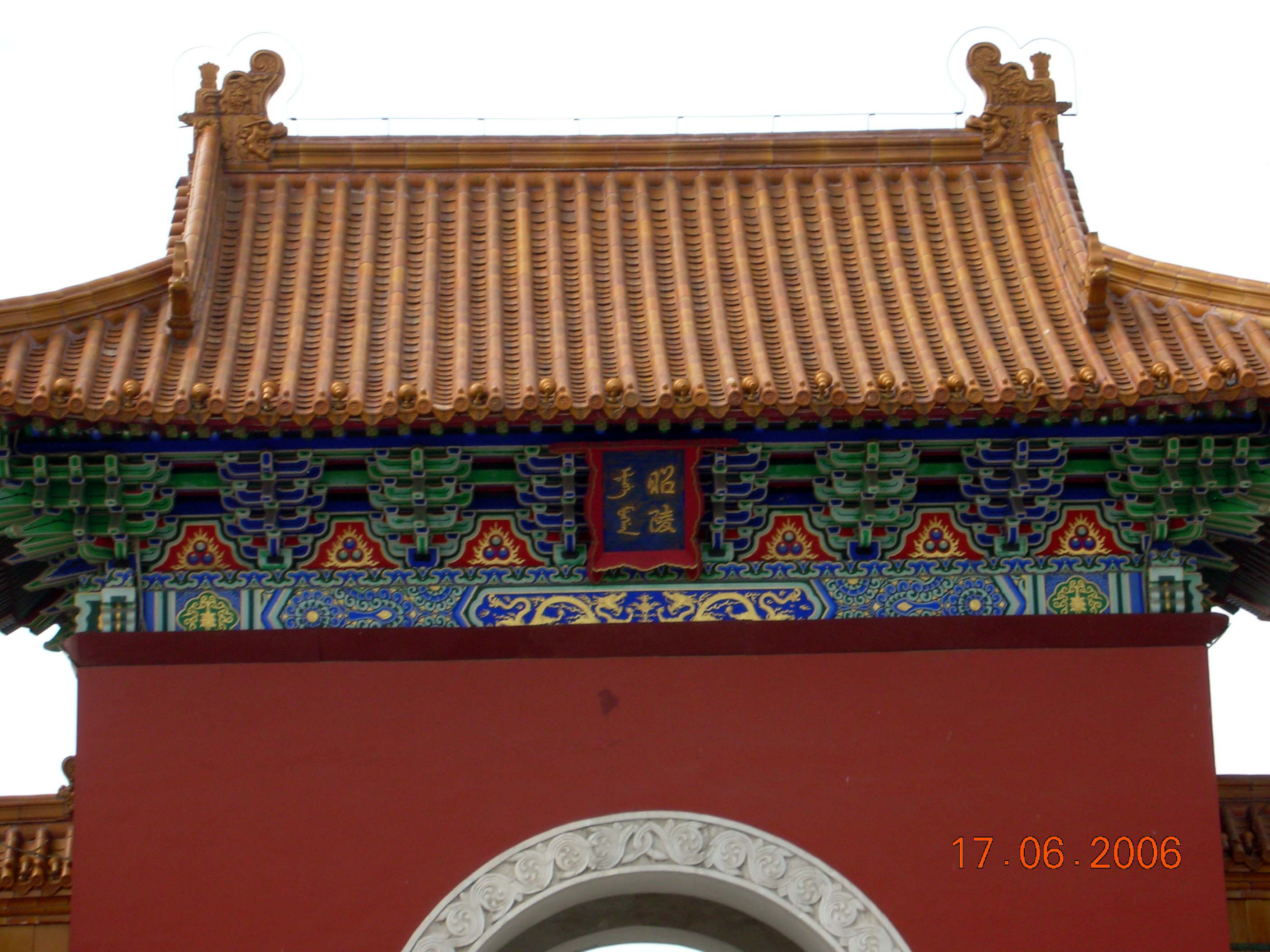
昭陵の扁額

- 清西陵(wargi ergi munggan)
  - 世宗雍正帝（泰陵、elhe munggan）
  - 仁宗嘉慶帝（昌陵、colgoroko munggan）
  - 宣宗道光帝（慕陵、gūnihangga munggan）
  - 徳宗光緒帝（崇陵、wesihun munggan）
  - 宣統帝溥儀（1995年に近くに移設）
- 清東陵(dergi ergi munggan)
  - 世祖順治帝（孝陵、hiyoošungga munggan）
  - 聖祖康熙帝（景陵、ambalinggū munggan）
  - 高宗乾隆帝（裕陵、tomohonggo munggan）
  - 文宗咸豊帝（定陵、tokton munggan）
  - 穆宗同治帝（恵陵、fulehungga munggan）
  - 太宗ホンタイジ・皇后孝荘文皇后（昭西陵、eldengge wargi ergi munggan）
  - 咸豊帝の皇后東太后（普祥峪定東陵）
  - 咸豊帝の貴妃で同治帝の生母西太后（菩陀峪定東陵）